# Terminologia
La terminologia è l'insieme dei termini (o parole) utilizzate in contesti specifici, nell'ambito di lingue speciali (o "settoriali"), cioè relative a singole scienze, arti o tecniche. L'espressione indica anche lo studio di detti termini.

## Descrizione generale
La terminologia riguarda anche una disciplina più formale, branca della linguistica applicata, che studia sistematicamente l'etichettatura o la designazione di concetti specifici per uno o più campi tematici o domini dell'attività umana, attraverso la ricerca e l'analisi di termini riferiti a un contesto, con l'obiettivo di documentarne e promuoverne l'uso corretto. Questo studio può essere circoscritto a un linguaggio, oppure coprire contemporaneamente più linguaggi; per questi casi si parla di "terminologia multilingue", di "terminologia bilingue" e così via.
Si distingue da altre discipline affini quali la lessicografia e la semantica per l'applicazione del principio onomasiologico (dal concetto al segno linguistico), mentre le precedenti si basano su un'indagine ad impronta prevalentemente semasiologica (dal segno al concetto). Inoltre il campo di studio della terminologia è sempre un linguaggio specialistico, mentre la lessicografia e la semantica si occupano generalmente dello studio della lingua comune.
Risponde principalmente a tre funzioni:
- la descrizione sistematica dei termini appartenenti a settori ben definiti (detta terminografia);
- la trasmissione e la diffusione del sapere tecnico attraverso la creazione di risorse terminologiche coerenti e riconosciute (dette 'schede terminologiche');
- la standardizzazione terminologica, cioè la standardizzazione dell'uso dei termini per favorire la trasmissione coerente dei messaggi specialistici.

## Tipologia
La terminologia si particolarizza sulla base del contesto entro il quale viene sviluppata; lo studio dei termini si occupa primariamente della loro organizzazione secondo i contesti nei quali vengono usati. In relazione a questo si distinguono ad esempio 
- la terminologia militare,
- la terminologia politica,
- la terminologia scientifica (e le terminologie delle varie scienze),
- la terminologia tecnica (e le terminologie delle varie tecniche).

In particolare sono notevoli le differenze di risultato negli studi terminologici di ambito scientifico e di ambito tecnico. Le terminologie di ambito scientifico (domaines théoriques secondo Dubuc) riflettono la struttura concettuale della disciplina a cui appartengono, mentre le terminologie di ambito tecnico (domaines techniques) sono contraddistinti da circostanze concrete, dirette da finalità pratiche e da elementi socio-economici. Per esplorare un dominio scientifico è necessario conoscere quindi le strutture concettuali delle scienze prese in esame (vedi Termontologia).

## Finalità della terminologia
La terminologia è una scienza interdisciplinare finalizzata alla standardizzazione e alla sistematizzazione del vocabolario specialistico al fine di permettere una maggiore comprensibilità e univocità dei messaggi tecnico-scientifici. Oggetto della terminologia sono i termini e il loro utilizzo in situazioni comunicative concrete ed attuali.
Il lessico della tecnica deve infatti poter essere assolutamente monoreferenziale e stabile e deve essere ridotta al minimo la variazione. Spesso infatti in molti testi i termini si affiancano ad equivalenti sinonimici, neologismi, prestiti ed espressioni gergali che ne intralciano la trasmissione agli utenti.
A fronte delle teorie più diffuse si distinguono due principali correnti di pensiero nella ricerca terminologica:
- Terminologia descrittiva,
- Terminologia normativa.

La  terminologia descrittiva punta alla ricerca sistematizzata, vale a dire alla creazione di un sistema concettuale complesso per individuare le relazioni semantiche tra i termini, alla descrizione delle varianti sinonimiche eventualmente presenti e alla loro integrazione all'interno delle schede terminologiche per la divulgazione in opere di consultazione (es. vocabolari, glossari, enciclopedie).
La terminologia normativa rifiuta categoricamente la sinonimia, foriera di incertezza e ambiguità, in base ai principi di specificità, univocità, monoreferenzialità e relazionabilità, e mira alla creazione di un glossario composto dai soli termini principali e consultabile soltanto da esperti di dominio.
Il lavoro di ricerca terminologica è categorizzabile in quattro approcci:
- Approccio  cognitivo o  concettuale,
- Approccio  testuale,
- Approccio  didattico-formativo,
- Approccio  socioterminologico.

L'approccio cognitivo o concettuale riguarda principalmente la terminologia normativa e in particolare sottende la norma ISO 704 che prevede «l'elaborazione della terminologia sulla base dell'analisi dei concetti e della loro sistematizzazione in strutture coerenti». Le strutture coerenti in questione presentano domini e sottodomini di intervento, entità concettuali e relazioni semantiche fra concetti.
L'approccio  testuale parte dall'analisi del discorso scientifico e tecnico. Tale approccio è detto anche  terminologia dei corpora perché consiste nell'esaminare corpora di testi prodotti liberamente da esperti di dominio per estrarre significati che permettano di ricostruire i concetti, di estrapolare materiale per l'elaborazione di definizioni e i  candidati termini che designano i concetti.
L'approccio  didattico-formativo. finalizzato alla creazione di database per la realizzazione di strumenti didattici per l'apprendimento delle lingue straniere.
L'approccio  socioterminologico che si fonda sull'analisi delle pratiche discorsive che accompagnano le pratiche socio-professionali nel loro radicamento socio-culturale e nell'ambiente sociolinguistico: lo studio della variazione.

## Tecniche della terminologia
Compito della terminologia è di fornire risposte concrete all'analisi terminologica delle tipologie testuali affrontate, studiandone la densità e la ricchezza terminologica. 
In caso di standardizzazione è poi necessaria anche l'estrapolazione dei synset e la riscrittura dei testi per ottenere informazioni chiare e concise (lisibilité).
Il lavoro terminologico si articola infatti in più fasi:
- Delimitazione e strutturazione del dominio di ricerca,
- Ricerca del materiale per la creazione di corpora,
- Estrazione dei candidati termini,
- Elaborazione dei sistemi concettuali,
- Compilazione delle schede terminologiche,
- Presentazione del database terminologico.

### Linee generali
La disciplina della terminologia si basa su propri principi teorici e consiste primariamente dei seguenti aspetti:
- analizzare i concetti le strutture concettuali usate in un campo tematico o in un dominio di attività;
- identificare i termini assegnati ai concetti (principio onomasiologico);
- nel caso della terminologia bilingue o multilingue, stabilire le corrispondenze tra i termini nelle diverse lingue;
- compilare una raccolta terminologica, su carta o in una base di dati;
- gestire basi di dati terminologiche;
- coniare nuovi termini, quando si riveli necessario.

### Tipi di terminologia
Si distinguono abbastanza nettamente due tipi di terminologia:
- terminologia ad hoc, che si occupa di un solo termine o di un gruppo circoscritto di termini;
- terminologia sistematica,  che si propone di trattare tutti i termini in uno specifico campo tematico o in uno specifico dominio di attività

La terminologia ad hoc è prevalente nella professione del traduttore, per la quale spesso per risolvere un particolare problema di traduzione si richiede di tradurre in tempi brevi un termine specifico o un gruppo di termini correlati.

### La terminologia come disciplina
Come disciplina, la terminologia è collegata alla traduzione, disciplina accanto alla quale viene spesso insegnata nelle università e nelle scuole per traduttori e interpreti. I maggiori dipartimenti che si occupano di lingue e traduzioni e le maggiori aziende di traduzione spesso hanno una sezione che si occupa di terminologia o incarica dei traduttori di svolgere ricerche terminologiche.